# العداء (فلم 2009)
العداء (بالأمهرية: እትሌቱ) هو فيلم دراما إثيوبي صدر سنة 2009 وأخرجه ديفي فرانكل وراسيلاس لاكيو. اختير الفيلم سنة 2010 ليكون الترشيح الرسمي لدولة إثيوبيا بخصوص جائزة الأوسكار لأفضل فيلم بلغة أجنبية في حفل توزيع جوائز الأوسكار الثالث والثمانين، لكنه لم يكن في القائمة النهائية للجائزة. كان فيلم العداء أول فيلم إثيوبي يترشح ضمن فئة أفضل فيلم بلغة أجنبية.
يتحدث الفيلم عن قصة عداء الماراثون الإثيوبي أبيبي بيكيلا، والذي شارك سنة 1960 في دورة الألعاب الأولمبية الصيفية 1960 في روما باعتباره مجهولًا تمامًا. ومع ذلك، شارك في السباق حافي القدمين وفاز بالميدالية الذهبية. بعد أربع سنوات، كرر إنجازه في دورة الألعاب الأولمبية الصيفية 1964 في طوكيو، ليُصبح أول رجل يفوز بالماراثون في الألعاب الأولمبية مرتين على التوالي. بعد بضع سنوات، تعرض لحادثة سير تسببت في فُقدانه القُدرة على استخدام ساقيه. مات بيكيلا بعد الحادثة بأربع سنوات.

## طاقم التمثيل
- راسيلاس لاكيو بدور آبيبي بيكيلا.
- داغ مالمبيرغ في دور أوني.
- روتا جدمنتاز في دور شارلوت,
- أبا واكا ديسالين في دور الكاهن.

## روابط خارجية
مقالات تستعمل روابط فنية بلا صلة مع ويكي بيانات